# Félicette
Félicette byla první a také jediná kočka domácí ve vesmíru. Její let proběhl v rámci francouzského kosmického programu 18. října 1963. Kapsle s kočkou byla nesena raketou Véronique AG1, která odstartovala z alžírského kosmodromu Hammaguir. Suborbitální let trval 10 minut a 32 sekund a raketa dosáhla výšky 152 km. Během letu byly reakce kočičího organismu monitorovány pomocí elektrod zavedených v mozku.
Černobílá kočka byla pojmenována podle animované postavy kocoura Felixe. Let zorganizovalo Centre d’enseignement et de recherche de médecine aéronautique (CERMA). Pro vesmírnou misi bylo testováno čtrnáct koček (údajně byl původně vybrán kocour, který ale na poslední chvíli utekl). Félicette se vrátila živá (24. října 1963 Francouzi vypustili do vesmíru další kočku, která při letu zahynula), byla podrobena řadě biometrických testů a v roce 1964 byla utracena.
Portrét Félicette se objevil na poštovních známkách Komor, Nigeru a Čadu, plánuje se odhalení její sochy v areálu Mezinárodní vesmírné univerzity nedaleko Štrasburku.